# Torre del Duque
La Torre del Duque es una torre almenara situada en la costa occidental del municipio de Marbella, en la provincia de Málaga, Andalucía, España.
Se trata de una torre de 11,29 metros de altura y forma de prisma cuadrado de 4,20 metros de lado. Está situada junto a Puerto Banús y es posible que su nombre aluda a Rodrigo Ponce de León, duque de Cádiz y Arcos. Al igual que otras torres almenaras del litoral mediterráneo andaluz, la torre formaba parte de un sistema de vigilancia de la costa empleado por árabes y cristianos y, como las demás torres, está declarada Bien de Interés Cultural.